# Síndrome de la cabaña

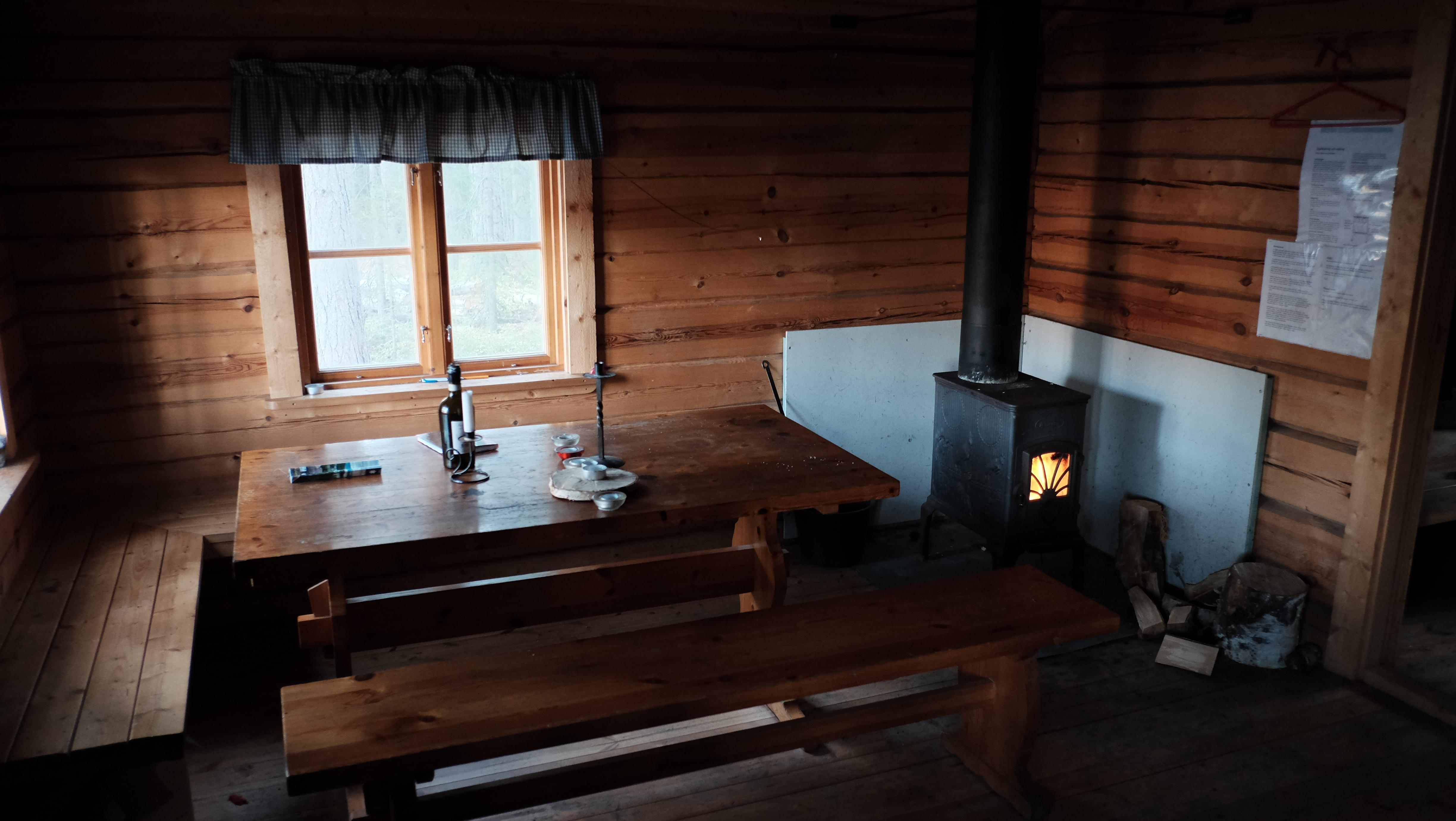
Interior de una cabaña

El síndrome de la cabaña, también fiebre de la cabaña, se refiere a la angustiosa irritabilidad o inquietud claustrofóbica que se experimenta cuando una persona o un grupo queda atrapado en un lugar aislado o en un lugar cerrado, durante un período prolongado de tiempo, sintiéndose como en una «prisión».
Una persona puede experimentar el síndrome de la cabaña, en una situación en la que está aislada dentro de una casa de vacaciones en el campo, también cuando pasa largos períodos bajo el agua en un submarino, o cuando está aislada de la civilización. Durante el síndrome de la cabaña, una persona puede experimentar somnolencia o insomnio, desconfianza de cualquier persona con la que se encuentre, o sentir el impulso de salir, incluso en condiciones adversas como mal tiempo o visibilidad limitada. El concepto también se invoca con humor para indicar el simple aburrimiento de estar solo en casa durante un período prolongado de tiempo.
El síndrome de la cabaña no es una enfermedad en sí misma, y no tiene prognosis. Sin embargo, los síntomas relacionados pueden llevar al paciente a tomar decisiones irracionales, las cuales potencialmente podrían amenazar su vida o la vida del grupo con el que está confinado. Algunos ejemplos serían el suicidio o la paranoia, o dejar la seguridad de una cabaña durante una terrible tormenta de nieve en la que uno podría quedar atrapado.

## Terapia

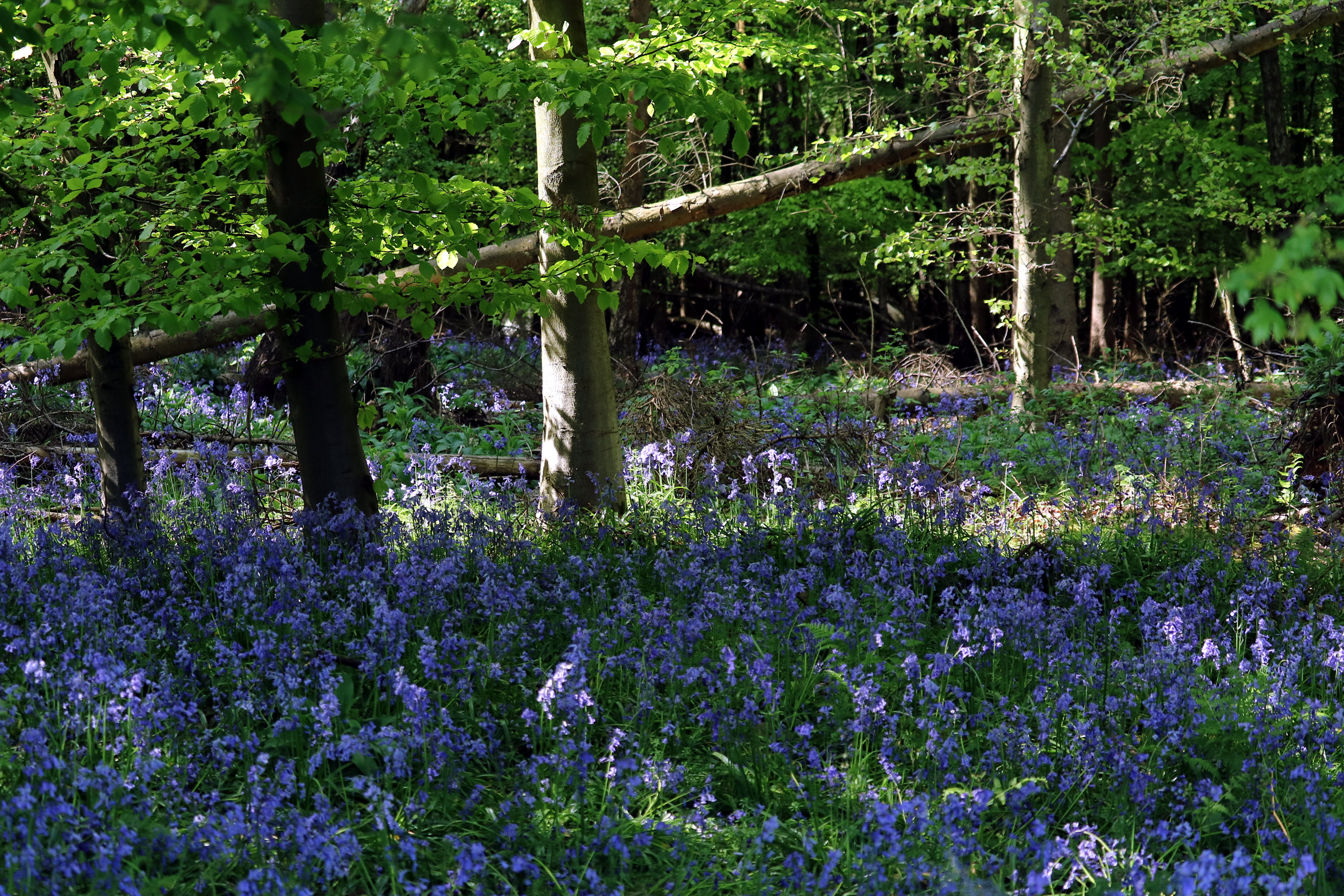
Paisaje natural

Una terapia para el síndrome de la cabaña es tan simple como salir e interactuar directamente con la naturaleza. Las investigaciones han demostrado que incluso las interacciones breves con la naturaleza pueden promover un mejor funcionamiento cognitivo, apoyar un estado de ánimo positivo y un bienestar general. Escapar del confinamiento del interior y cambiar de paisaje y entorno puede ayudar fácilmente a una persona que experimenta fiebre de cabaña a superar su manía. Salir para experimentar la apertura del mundo estimula el cerebro y el cuerpo lo suficiente, como para eliminar los sentimientos de intensa claustrofobia, paranoia e inquietud asociados con el síndrome de la cabaña.
Hay poca evidencia de que quienes padecen el síndrome de la cabaña hayan acudido a terapeutas o consejeros para recibir tratamiento; la mayoría de los pacientes simplemente comentan sus síntomas con familiares o amigos como una forma de lidiar con los sentimientos de soledad y aburrimiento. Sin embargo, hay casos de síndrome de la cabaña que se diagnostican como depresión de la temporada invernal o trastorno afectivo estacional (TAE).

## En la cultura popular
El concepto de síndrome de la cabaña se utilizó como tema en la novela Crimen y castigo de Fyodor Dostoievski de 1866, la película de Chaplin de 1925 La fiebre del oro, la novela de Stefan Zweig de 1948 El juego real, la película de terror de 1980 El resplandor, el episodio de Los Simpson «La montaña de la locura», y el videojuego de 2010 Alan Wake. La película de terror psicológico de 2019 El faro narra la historia de dos fareros que comienzan a perder la cordura cuando una tormenta los deja varados en la isla remota donde están apostados.

## En el confinamiento por la COVID-19
En los meses de marzo a mayo de 2020, se ha hablado del síndrome de la cabaña en referencia reacciones emocionales derivadas del confinamiento por la pandemia de COVID-19 en España, y de las circunstancias derivadas de tener que estar recluidos en casa durante un periodo largo tiempo al que las personas no estaban acostumbradas. Como consecuencia de ello y de las medidas adoptadas, se ha podido generar en algunas personas un acostumbramiento a no salir de casa y considerar su hogar como el único lugar seguro. Y aunque se hayan suavizado las restricciones iniciales, sin embargo sienten inseguridad en salir a la calle.
En este sentido, los especialistas recalcan que este estado no se considera una patología como tal, y las recomendaciones que sugieren para que no se convierta en un problema es la de ser realistas sobre el riesgo de salir a la calle, sin maximizarlo como si una persona fuera a contagiarse irremediablemente si sale de su casa.